# Drive-in

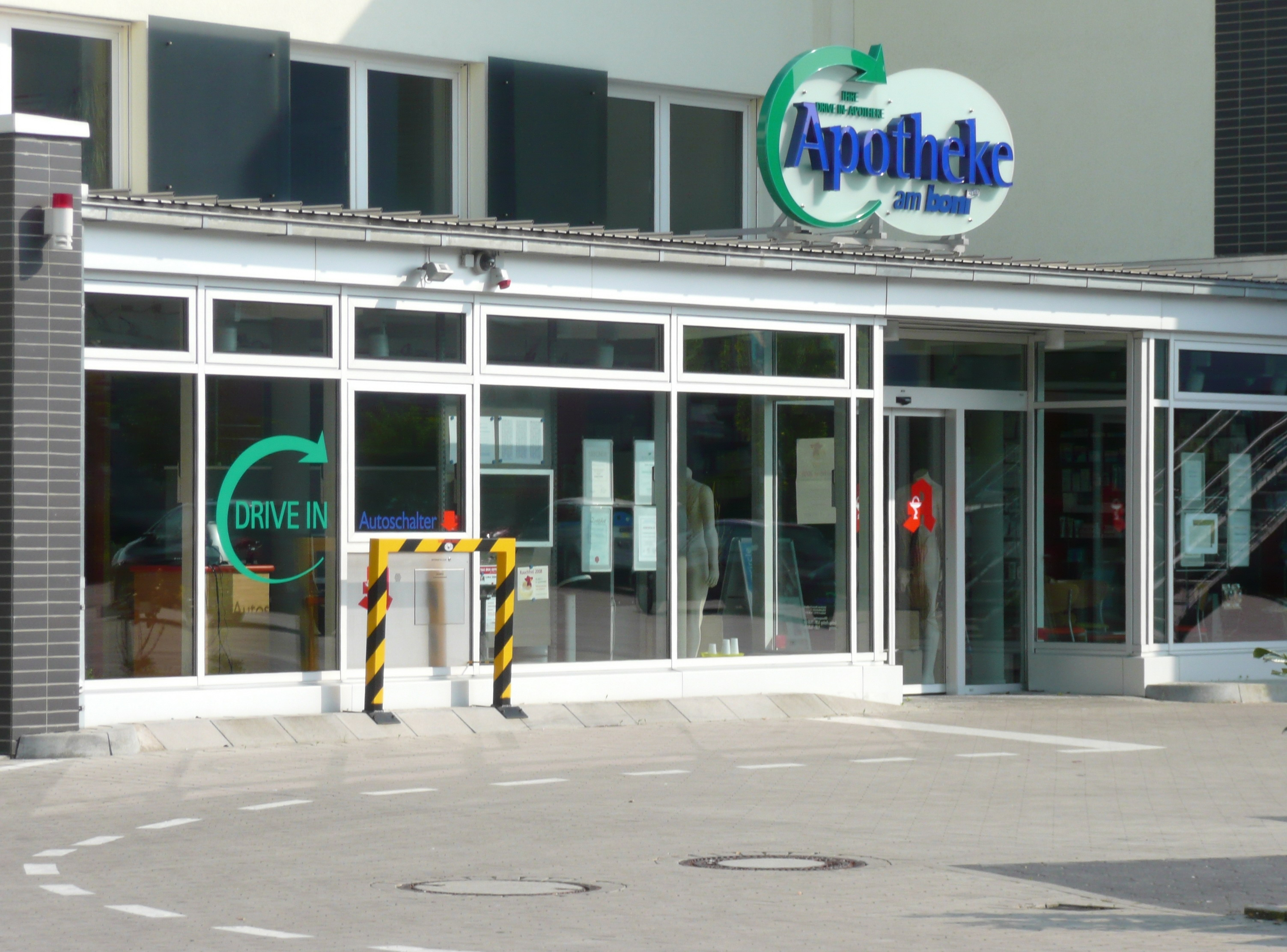
Farmácia drive-in em Witten, Alemanha

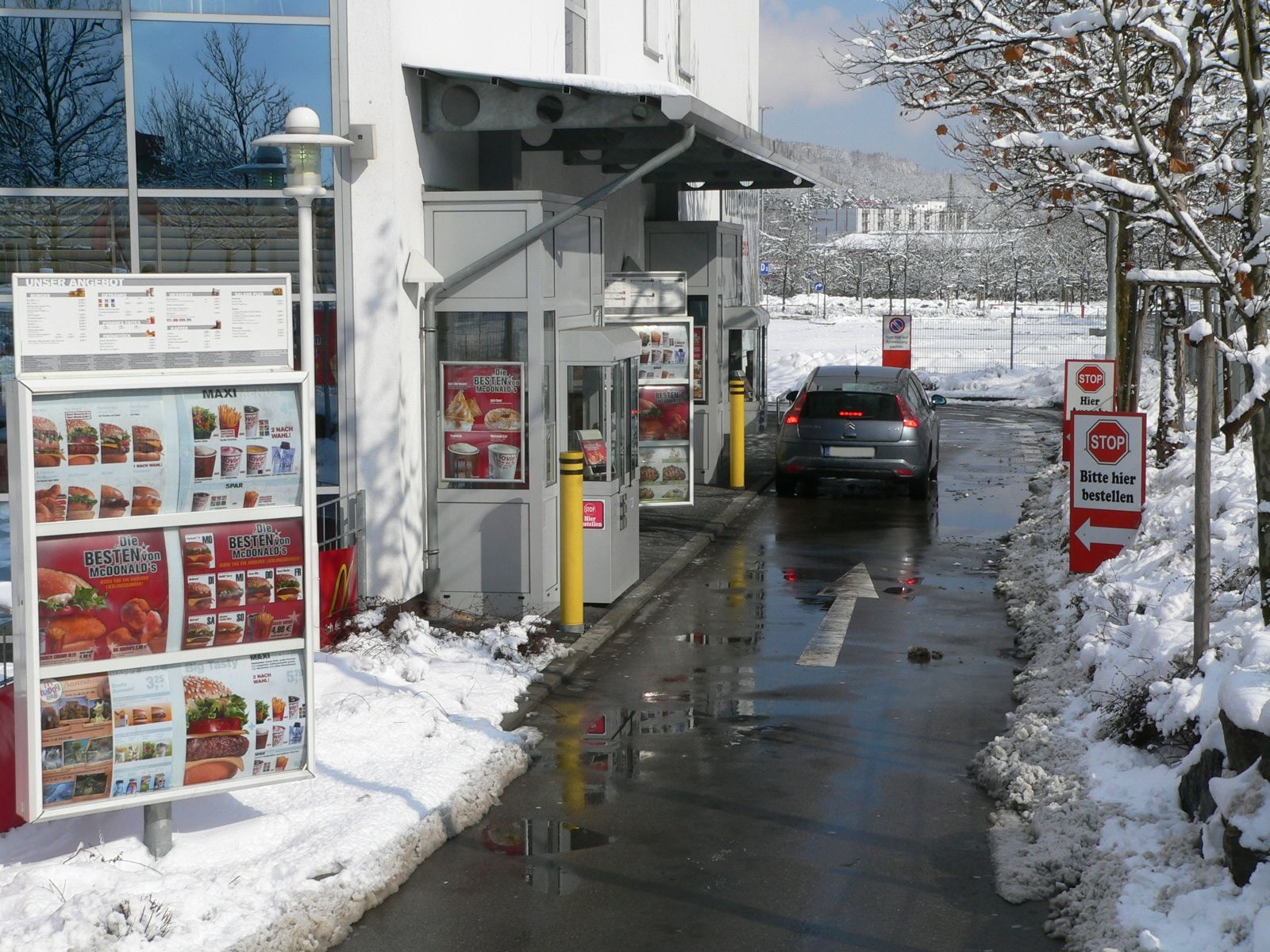
McDrive da McDonald's em Sindelfingen, Alemanha.

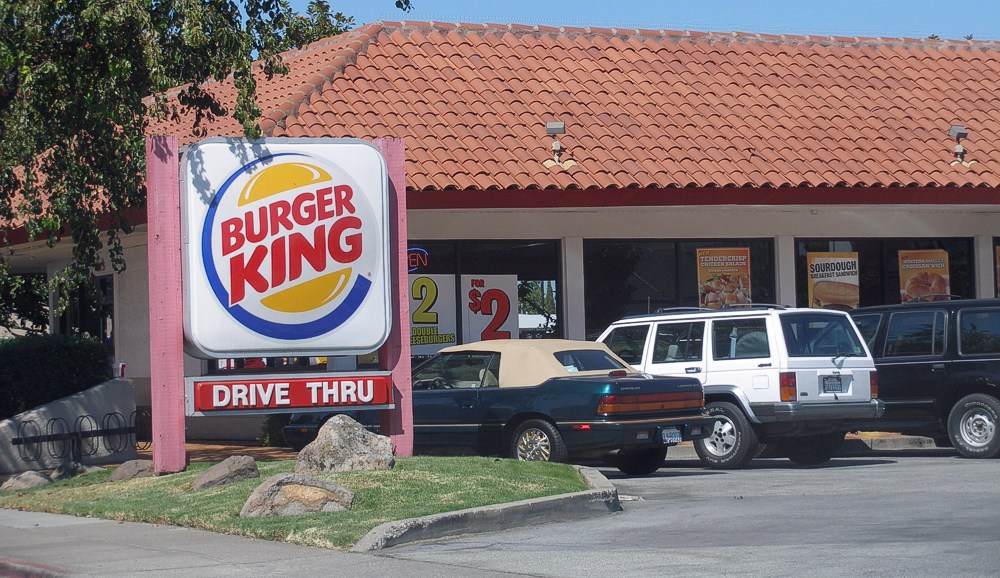
Serviço drive-through da Burger King, em Redwood City, Califórnia.

O drive-in é um local de serviços que para obtê-los o cliente não precisa sair do carro. O termo é um pseudo-anglicismo e originalmente norte-americano, do drive-through (ou drive-thru).
Na Europa, o termo se estabeleceu para descrever todos os serviços, onde o cliente é servido ficando sentado no carro. Estes serviços são oferecidos por bancos, farmácias supermercados, cinemas e redes de fast-food, como Burger King ou a marca McDrive da McDonald's ou em restaurantes take-away. Nos Estados Unidos da América, o termo é empregado para serviços no qual o cliente é encorajado a (no caso de fast-food) consumir o produto enquanto fica estacionado no local. O termo drive-through é empregado para serviços no qual o cliente é encorajado a deixar o local com o carro e a comida.
Já no Brasil, o terno é muito associado aos antigos cinemas ao ar livre. No sul do Brasil, existe o termo "serv car", que são lanchonetes com serviços oferecidos diretamente nos carros estacionados no pátio do estabelecimento.